# Динов
Динов или Дѝнув (на полски: Dynów) е град в Югоизточна Полша, Подкарпатско войводство, Жешовски окръг. Административно е обособен в самостоятелна градска община с площ 24,55 км2.

## Население
Според данни от полската Централна статистическа служба, към 1 януари 2013 г. населението на града възлиза на 6 195 души. Гъстотата е 252 души/км2.